# تشي دون
تشي دون (بالصينية: 支遁، وُلد عام 314 وتوفي عام 366) كان راهبًا بوذيًا وفيلسوفًا صينيًا بارزًا خلال عهد سلالة جين الشرقية. عُرف بتأليفه للعديد من النصوص الفلسفية البوذية، وبدوره كعالم ومفكر بارز في بلاط الدولة، حيث كان مقربًا من عدد من كبار المسؤولين في الحكومة الصينية خلال منتصف القرن الرابع الميلادي.

## الخلفية والنشأة
وُلد تشي دون في زمن مضطرب من تاريخ الصين، عُرف بفترة الانقسامات السياسية والنزاعات بين السلالات. تلقى تعليمه في الفلسفة الكونفوشية والطاوية، قبل أن يتوجه بالكامل إلى دراسة البوذية وتأليف النصوص المتعلقة بها.

## النشاط الديني والفلسفي
كان تشي دون أحد أوائل المفكرين الذين سعوا إلى مواءمة الفكر البوذي مع التقاليد الفلسفية الصينية مثل الطاوية والكونفوشية، حيث قدّم شروحًا وتأويلات لنصوص بوذية من خلال أساليب مألوفة للفكر الصيني التقليدي. وكان يُعتقد أنه بشّر بأن جميع من يتبعون تعاليم بوذا سيصلون إلى حالة النيرفانا في نهاية حياتهم.

## تأثيره وعلاقاته السياسية
كان لتشي دون تأثير سياسي وفكري كبير، إذ كان مقربًا من بعض الشخصيات الحاكمة، وشارك في المناقشات الفكرية والدينية في البلاط، مما عزز من انتشار البوذية في النخبة المتعلمة الصينية في تلك المرحلة.

## إرثه
خلّف تشي دون إرثًا غنيًا في الفكر البوذي الصيني، ويُعتبر أحد الجسور التي نقلت البوذية من كونها ديانة أجنبية إلى فكر متجذر في الفلسفة الصينية.